# Renata Katewicz
Renata Katewicz (ur. 2 maja 1965 w Kaniczkach koło Kwidzyna) – polska lekkoatletka, która specjalizowała się w rzucie dyskiem. 2-krotna olimpijka.

## Kariera
Dwukrotna olimpijka: (Seul 1988 oraz Atlanta 1996). Uczestniczka mistrzostw świata oraz mistrzostw Europy. W roku 1993 sięgnęła po złoty medal uniwersjady. W tym samym sezonie zajęła trzecie miejsce w pucharze Europy.
Osiem razy stawała na najwyższym stopniu podium mistrzostw Polski (1985, 1986, 1987, 1988, 1992, 1994, 1996 oraz 1997). W rankingu amerykańskiego magazynu Track & Field News zajęła ósme miejsce wśród dyskobolek w sezonie 1994. Czterokrotna rekordzistka Polski. 19 razy startowała w meczach międzypaństwowych. W czasie swojej kariery startowała w barwach klubów LKS Nadwiślanina Kwidzyn, Start Elbląg, Start Łódź, WLKS Siedlce oraz AZS-AWF Wrocław.
Po zakończeniu wyczynowej kariery zdobywała złote medale mistrzostw Irlandii. Rekord życiowy: rzut dyskiem - 66,18 (7 sierpnia 1988, Łódź). Rezultat ten jest aktualnym rekordem Polski w rzucie dyskiem.

## Osiągnięcia
| Rok  | Impreza                     | Miejsce           | Lokata            | Wyniki |
| ---- | --------------------------- | ----------------- | ----------------- | ------ |
| 1983 | Mistrzostwa Europy juniorów | Schwechat         | 6. miejsce        | 56,26  |
| 1986 | Mistrzostwa Europy          | Stuttgart         | 8. miejsce        | 58,36  |
| 1987 | Mistrzostwa świata          | Rzym              | 11. miejsce       | 58,22  |
| 1988 | Igrzyska olimpijskie        | Seul              | el. – 13. miejsce | 60,34  |
| 1993 | Uniwersjada                 | Buffalo           | 1. miejsce        | 62,40  |
| 1993 | Mistrzostwa świata          | Stuttgart         | eliminacje        | 60,66  |
| 1994 | Mistrzostwa Europy          | Helsinki          | eliminacje        | 56,32  |
| 1995 | Superliga pucharu Europy    | Villeneuve-d’Ascq | 3. miejsce        | 61,68  |
| 1996 | Igrzyska olimpijskie        | Atlanta           | el. – 25. miejsce | 58,24  |